# Ghostface Killah
Ghostface Killah (укр. Гоустфейс Кілла; справжнє ім'я Денніс Девід Коулз (англ. Dennis David Coles); 9 травня 1970, Нью-Йорк, США) - американський репер і учасник хіп-хоп гурту Wu-Tang Clan. Після того як колектив отримав успіх від випуску альбому Enter the Wu-Tang (36 Chambers), учасники стали випускати свої власні соло-проекти, що мали різний успіх. Гоустфейс Кілла розпочав сольну кар'єру на альбомі Ironman (1996), який отримав хороші відгуки від музичних критиків. Він продовжив кар'єру з випуском успішних альбомів Supreme Clientele (2000) та Fishscale (2006). Сценічний псевдонім був запозичений із тайванського фільму «Магія шахового боксу» 1979 року. У 1996 році він отримав діагноз діабет, хоча довгий час вважав, що це якась хвороба, що передаються статевим шляхом. Прийняв іслам у 2004 році.
У 2006 році MTV включила його до списку найвидатніших МС усіх часів.

## Кар'єра
Денніс та інші учасники гурту Wu-Tang Clan дебютували з альбомом Enter the Wu-Tang (36 Chambers), на якому він виступав під псевдонімом Ghostface Killah. Разом зі своїм другом RZA він зміг зібрати разом усіх сімох учасників, а пізніше також виступав у ролі виконавчого продюсера на всіх релізах Wu-Tang Clan.
Гоустфейс став популярним за особливий стиль читання: швидкий і темпераментний, а трохи пізніше з емоційним зарядом із постійним ритмом читання.
Також він записав саундтрек до відеогри Grand Theft Auto: Chinatown Wars спільно з репером MF DOOM.

## Дискографія

### Студійні альбоми
- Ironman (1996)
- Supreme Clientele (2000)
- Bulletproof Wallets (2001)
- The Pretty Toney Album (2004)
- Fishscale (2006)
- More Fish (2006)
- The Big Doe Rehab (2007)
- Ghostdini: Wizard of Poetry in Emerald City (2009)
- Apollo Kids (2010)
- Twelve Reasons to Die (2013)
- 36 Seasons (2014)
- Twelve Reasons to Die II (2015)
- Ghostface Killahs (2019)

### Спільні альбоми
- 718 (з Theodore Unit) (2004)
- Put it on the Line (з Trife Diesel) (2005)
- Sniperlite (з J Dilla і MF DOOM) (2008)
- Wu-Massacre (з Method Man і Raekwon) (2010)
- Wu Block (з Sheek Louch) (2012)
- Sour Soul (з BADBADNOTGOOD) (2015)
- The Lost Tapes (з Big Ghost Ltd.) (2018)
- Czarface Meets Ghostface (з Czarface) (2019)

### Збірки
Shaolin’s Finest (2003)
Live in NYC (2006)
Hidden Darts (2007)
The Wallabee Champ (2008)
GhostDeini the Great (2008)